# Jakljan
Jakljan ist eine längliche unbewohnte Insel in Kroatien, die zur Gruppe der Elaphiten gehört. Die Insel hat eine Größe von etwa 3,4 km². Trotz der Unbewohntheit der Insel befindet sich hier ein Erholungszentrum sowie Einrichtungen für Kinder. 
Das Klima auf der Insel gemäßigt. Die Durchschnittstemperatur beträgt 17 °C. Der heißeste Monat ist der Juli mit 26 °C und der kälteste der Februar mit 9 °C. Die durchschnittliche Niederschlagsmenge beträgt 2.071 Millimeter pro Jahr. Der niederschlagsreichste Monat ist der Februar mit 319 Millimetern Niederschlag, der trockenste der Juli mit 63 Millimetern.
Die Insel war im Mai 1945 Schauplatz einer Massenhinrichtung von 204 deutschen und kroatischen Kriegsgefangenen durch jugoslawische Partisanen. Die Entdeckung und Exhumierung der Gräber begann Mitte Februar 2013. Es wurden bei diesen Ausgrabungen 214 Leichen gefunden. Die toten Körper wurden anschließend nach Dubrovnik gebracht und dort am 1. März 2013 beigesetzt.
In der Nähe liegt die Insel Šipan sowie das Eiland Olipa. Bis Olipa sind es einen Kilometer, bis Šipan sogar nur 200 Meter. Das Festland ist 2,3 Kilometer von Jakljan entfernt. Nördlich von Jakljan gibt es vier kleinere Inseln und Eilande, die in Teilen nicht einmal 100 Meter entfernt liegen. Sie heißen Tajan, Crkvina, Goleč und Kosmeč.